# Dysphania chilensis
Dysphania chilensis là loài thực vật có hoa thuộc họ Dền. Loài này được (Schrad.) Mosyakin & Clemants mô tả khoa học đầu tiên năm 2002.